# Чавунні труби

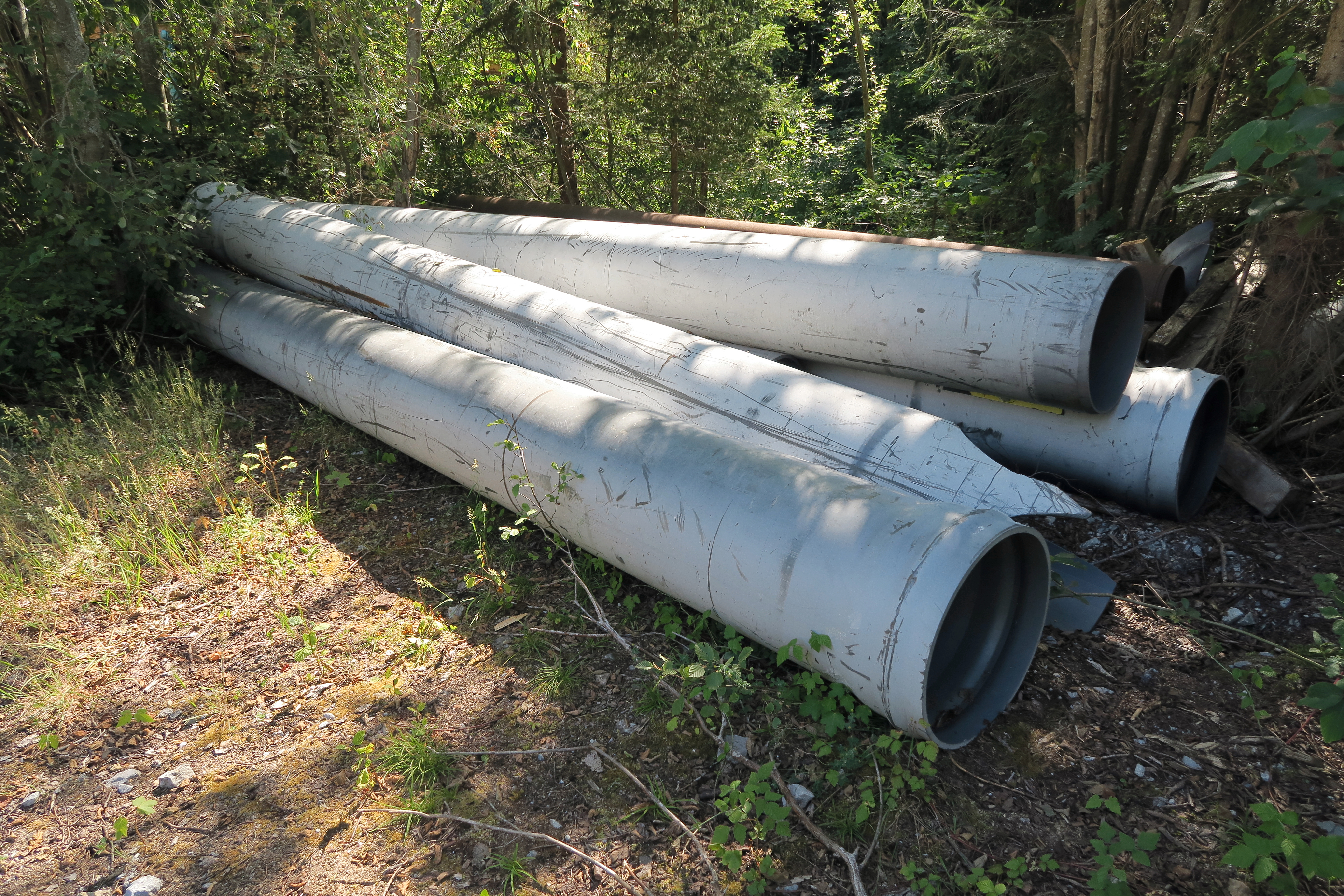
Чавунні труби.

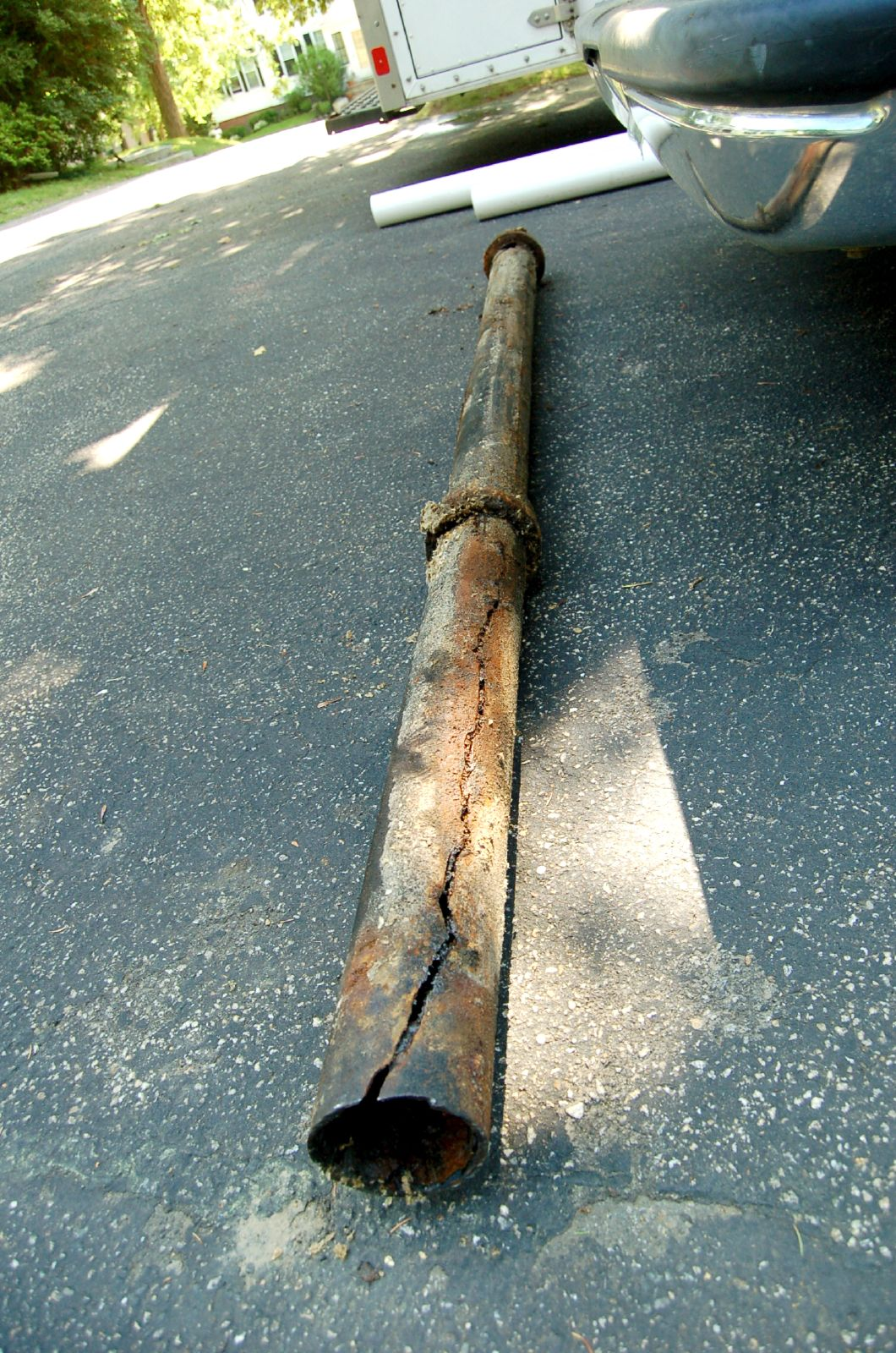
Тріснута чавунна труба.

Чавунні труби — труби, виготовлені з чавуну.
Чавун є крихким матеріалом, сприйнятливим до динамічних навантажень, характеризується великою масою та незручністю при ремонтних роботах. Застосовують чавунні труби, головним чином, у низьконапірних трубопроводах, які не потребують частої перекладки при невеликій абразивності транспортованих твердих матеріалів та підвищеній агресивності несучого середовища. Чавунні труби є особливо довговічними проти хімічної агресії.
В Україні чавунні труби та з'єднувальні фасонні частини до них виготовляють відповідно до ГОСТ 9583-75 діаметром до 1200 мм, довжиною від 2 до 7 м класів ЛА, А та Б на різний внутрішній тиск — на максимальний робочий тиск до 3,5-4,0 МПа.
Виготовляють чавунні труби з гумовими ущільнювальними кільцями, розтрубно-гвинтові з чавунною або пластмасовою запірною муфтою з гумовим ущільнювальним кільцем діаметром 65–300 мм.
Між собою чавунні труби, як правило, з'єднують за допомоги розтрубів. Зазор між розтрубом та циліндричними кінцями труб заповнюють набивкою з промащеного або бітумізованого канату з подальшим введенням заповнювача — свинцю, цементу або азбоцементу. Застосовують також гумові кільця.
Перші чавунні труби було виготовлено 1313 року.
| Умовний прохід, мм | Максимальний тиск, МПа | Максимальний тиск, МПа | Максимальний тиск, МПа |
|                    | ЛА                     | А                      | Б                      |
| 300                | 2,5                    | 3,5                    | 4,0                    |
| 350–600            | 2,0                    | 3,0                    | 3,5                    |
| 700–1200           | 2.0                    | 2,5                    | 3,0                    |

## Виноски
1. ↑   The history of pipe. // S. Kraemer, D. Ginley, C. Joyce. The Lifecycle Analysis of Materials Competition for Pipe in the Construction Industry. Bureau of Mines, 1991. P. 4. (англ.)